# Кантелина
Кантелина (укр. Кантелина) — село на Украине, находится в Ильинецком районе Винницкой области.
Код КОАТУУ — 0521283003. Население по переписи 2001 года составляет 718 человек. Почтовый индекс — 22734. Телефонный код — 4345.
Занимает площадь 2,71 км².

## Адрес местного совета
22734, Винницкая область, Иллинецкий р-н, с.Кантелина, ул.Ленина, 25